# گایا (فضاپیما)
گایا (به انگلیسی: Gaia) یک تلسکوپ فضایی است که در سال ۲۰۱۳ توسط آژانس فضایی اروپا (ESA) راه‌اندازی شده و انتظار می‌رود مأموریت آن تا سال ۲۰۲۵ ادامه یابد. این تلسکوپ فضایی برای اخترسنجی با دقت بی‌سابقه‌ای از موقعیت‌ها، فاصله‌ها و حرکت‌ها طراحی شده است.
هدف از مأموریت این رصدخانه فضایی، ایجاد یک فهرست سه بعدی از حدود ۱ میلیارد اجرام آسمانی، عمدتاً ستارگان، با روشنایی بیش‌از ۲۰ قدر است. اهداف گایا نزدیک به ۱ درصد از جمعیت ستارگان کهکشان راه شیری را دربردارد. علاوه بر ستارگان انتظار می‌رود گایا تا ده‌ها هزار سیارهٔ فراخورشیدی هم‌اندازهٔ مشتری را فراتر از منظومه شمسی، ۵۰۰٬۰۰۰ اختروش و ده‌ها هزار سیارک جدید و دنباله‌دار در منظومه شمسی را شناسایی کند. این فضاپیما هر یک از ستارگان هدف را، در حدود ۷۰ بار طی یک دوره پنج ساله به منظور یافتن موقعیت، فاصله و جابه‌جایی دقیق هر یک از هدف‌ها رصد و دنبال خواهد کرد.